# Хархети
Хархети (груз. ხარხეთი) — село в Грузии, на территории Душетского муниципалитета края (мхаре) Мцхета-Мтианети.

## География
Село находится в северо-восточной части Грузии, на правом берегу реки Белая Арагви, на расстоянии приблизительно 34 километров (по прямой) к северо-северо-западу от города Душети, административного центра муниципалитета. Абсолютная высота — 1247 метров над уровнем моря.

## Население
По результатам официальной переписи населения 2014 года в Хархети проживал 31 человек (16 мужчин и 15 женщин). В национальной структуре населения грузины составляли 100 %.
| Год  | Население, человек |
| ---- | ------------------ |
| 2002 | 49                 |
| 2014 | ↘ 31               |